# トヨタ・ダイナミックフォースエンジン
トヨタ・ダイナミックフォースエンジンとはトヨタ自動車のトヨタ・ニュー・グローバル・アーキテクチャー（TNGA）戦略の下に開発されたエンジン。

## 概要
高効率、低燃費を徹底的に追求すると同時に、ダイレクト感があり、滑らかで気持ちの良い加速性能を目指し、走りと環境性能を両立させるエンジンとして、トヨタ社内で放置されていた膨大な量の基礎研究やレースで得た知見を詰め込んで開発された。基本的には現在流行のダウンサイジングコンセプトよりも『ライトサイジングコンセプト』の考え方であり、自然吸気を主眼としている。
具体的には空気吸入量の増大のためのタンブル流（縦渦）の改善を主眼に、1) バルブ挟角の拡大、2) ボア・ストローク比のロング化、3) ポート端部形状の変更とシート内径の拡大、4) 新D-4S（マルチホールインジェクター）の採用などにより「高速燃焼」を実現した。元々トヨタは2010年代に入ってから、既存のNR型やZR型、KR型などにタンブル流を意識した改良を施して40%あるいはそれに近い燃焼効率を達成していたが、ダイナミックフォースエンジンは基本設計からタンブル流を重視して開発されている点が大きく異なる。特にバルブ挟角は冷却損失低減のために狭くするのが定石の中、タンブル流のためにあえて広げているのは画期的な点といえる。
こうした工夫により、カムリのハイブリッドモデルに採用されたM25A-FXSでは最大燃焼効率41%を記録した。またエンジンのみのグレード（いわゆるコンベンショナルモデル）においても従来型を大きく凌ぐ低燃費を実現している。
開発生産においてもTNGA戦略に基づく完全新設計となる。これまで排気量や各国の規制対応に比例して膨大な数になったエンジン規格を整理し、燃焼形式・共通形状の部品・生産工程のモジュール化・相似形化を増やした上で、1気筒あたり排気量500 ccを基本として気筒数を増減することで車両サイズに対応し、生産性の向上と経費削減を図る、いわゆる『モジュラーエンジン』である。
2017年6月にカムリに搭載されたA25A型を皮切りに、V35A型、M20A型が登場している。また、2019年10月16日には4代目ヤリス（日本向け仕様は初代扱い）に先行搭載が決定したトヨタオリジナルの新型直列3気筒DOHC12バルブガソリンエンジンのM15A型が公式発表された。
このダイナミックフォースエンジンシリーズから、エンジン型式命名規則も変更されることとなった。

### ダイナミックフォーススポーツエンジン
ダイナミックフォース・スポーツ・エンジンは、ダイナミックフォースエンジンのスポーツ版として開発されたエンジンの呼称である。ダイナミックフォースエンジンと同様の効率の良さを持ち、それがパワーを引き出すことにつながっているとされる。
2020年の東京オートサロンでの世界初公開に先駆け、世界ラリー選手権（WRC）に参戦するヤリスをベースとするスポーツカーとして位置付けられているGRヤリスのプロトタイプに、M15A型に排気量拡大とボールベアリングターボチャージャーを組み合わせて強大なトルクとパワーを叩き出す拡張を行った直列3気筒 1.6リットルターボエンジンを搭載していることが2019年12月に公表され、2020年1月10日に開幕した東京オートサロン2020にて、形式は「G16E-GTS」と発表された。

## 系譜
- エンジン型式一覧の自動車用エンジンの系譜を参照。

## バリエーション一覧
※ エンジン形式の「-」(ハイフン)以降のアルファベット表記内容は、1つ目はバルブ機構、2つ目は過給器装備等の出力に関わるもの、3つ目は燃料種別または、燃料供給方式を示している。詳しくは こちらを参照。
※ 「コンベンショナル・エンジン」(英語:conventional-engine) とは、ガソリンエンジンやディーゼルエンジンなど、電気モーターを使用しないエンジンを指す場合に使われ、トヨタにおいては「非HV」「非PHV」を意味している。

### M15A型
- 名称：Dynamic Force Engine 1.5
- 種類：直列3気筒,DOHC,12バルブ
- 排気量：1,490cc
- 内径×行程：80.5mm×97.6mm

| - 「F」：高効率型ツインカムエンジン - 「K」：コンベンショナル用 高膨張比サイクル仕様 - 「S」：D-4（筒内直接燃料噴射装置） - ガソリン車専用エンジン - 圧縮比：13 - 主要燃費向上策 - VVT-iW，ミラーサイクル，D-4 - 最高出力・最大トルク - 88kW(120PS)/6,600rpm・145N·m(14.8kg·m)/4,800-5,200rpm - 搭載車種 - ヤリス（日本仕様）（MXPA10/15） - 光岡・ビュートストーリー（MXPA10改/15改） - ヤリス（欧州仕様）/ヤリスバン（MXPA11L/11LV） - ヤリスクロス（MXPB1#） - トヨタ・GRヤリス（MXPA12） - シエンタ（MXPC1#） - カローラ（セダン日本仕様）（MZEA17） - カローラ（セダン中国仕様）（MZEA16L） - カローラツーリング（MZEA17W） - レビン（MZEA16L） | - 「F」：高効率型ツインカムエンジン - 「X」：ハイブリッド用 高膨張比サイクル仕様 - 「E」：EFI（電子制御式燃料噴射装置） - ハイブリッド車専用エンジン - 圧縮比：14 - 主要燃費向上策 - VVT-iE，ミラーサイクル，EFI - 最高出力・最大トルク - 67kW(91PS)/5,500rpm・120N·m(12.2kg·m)/3,800-4,800rpm - 搭載車種 - ヤリス（日本仕様）（MXPH10/15） - 光岡・ビュートストーリー（MXPH10改/15改） - ヤリス（欧州仕様）/ヤリスバン（MXPH11L/11LV） - マツダ・MAZDA2（欧州仕様）（MXPH11L） - ヤリスクロス（MXPJ10/15） - アクア（MXPK10/15） - シエンタ（MXPL10/15） |

### G16E型
- 名称：Dynamic Force Sport Engine 1.6
- 種類：直列3気筒,DOHC,12バルブ
- 排気量：1,618cc
- 内径×行程：87.5×89.7mm

#### G16E-GTS
| - 「G」：スポーツツインカムエンジン - 「T」：ターボチャージャー - 「S」：D-4（筒内直接燃料噴射装置） - ガソリン車専用ターボエンジン - 圧縮比：10.5 - 主要燃費向上策 - DUAL VVT-i，D-4ST - 最高出力・最大トルク - 200kW(272PS)/6,500rpm・377N·m(37.7kg·m)/3,000-4,600rpm | - 搭載車種 - トヨタ・GRヤリス（GXPA16） - トヨタ・GRカローラ（GZEA14H） - レクサス・LBX (GAYA16) - スーパーフォーミュラ・ライツ(2024年〜、形式:TGE33) |

### M20A型
- 名称：Dynamic Force Engine 2.0
- 種類：直列4気筒,DOHC,16バルブ
- 排気量：1,986cc
- 内径×行程：80.5×97.6mm

| - 「F」：高効率型ツインカムエンジン - 「K」：コンベンショナル用 高膨張比サイクル仕様 - 「S」：D-4（筒内直接燃料噴射装置） - ガソリン車専用エンジン - 圧縮比：13 - 主要燃費向上策 - VVT-iE，ミラーサイクル，D-4S - 最高出力・最大トルク - 128kW/6,600rpm・209N·m/5,200rpm(UX) - 126kW(171PS)/6,600rpm・207N･m(21.1kgf･m)/4,800rpm - 125kW(170PS)/6,600rpm・203N･m(20.7kgf･m)/4,600-4,800rpm - 128kW(174PS)/6,600rpm・209N･m(21.3kgf･m)/4,000-5,200rpm - 搭載車種 - レクサス・UX（MZAA10） - RAV4（MXAA5#） - ハリアー（MXUA8#） - カローラ（セダン北米仕様）（MZEA1#L） - カローラツーリング（MZEA1#W）※特別限定車のみ搭載 - カローラツーリングスポーツ（MZEA1#LW） - カローラスポーツ（MZEA1#H） - ノア（MZRA9#） - ヴォクシー（MZRA9#） - カローラクロス（MXGA10） - レビンGT（MZEA13L） - アリオン（MZEA13L） | - 「F」：高効率型ツインカムエンジン - 「X」：ハイブリッド用 高膨張比 高膨張比サイクル仕様 - 「S」：D-4（筒内直接燃料噴射装置） - ハイブリッド車専用エンジン - 圧縮比：14 - 主要燃費向上策 - VVT-iE，ミラーサイクル，D-4S - 最高出力・最大トルク - 107kW/6,000rpm・188N·m/4,400rpm - 112kW(152PS)/6,000rpm・188N･m(19.2kgf･m)/4,400-5,200rpm - 111kW(151PS)/6,000rpm・188N･m(19.2kgf･m)/4,400-5,200rpm(PHEV) - 搭載車種 - レクサス・UX（MZAH1#） - プリウス（MXWH6#） - カローラクロス - （MXGH15） - C-HR - （MAXH2#・海外専売) |

| - 「F」：高効率型ツインカムエンジン - 「K」：コンベンショナル用 高膨張比サイクル仕様 - 「B」：エタノールエンジン - E85エタノール燃料対応エンジン （ブラジルでのアルコール燃料） - 圧縮比：13 - 出力・トルク - 130kW(174hp)/6,600rpm・210N⋅m/4,400 rpm - 搭載車種 - カローラ (ブラジル仕様)（MZEA12） - カローラクロス (ブラジル仕様)（MXGA10） | - 「F」：高効率型ツインカムエンジン - 「T」：ターボチャージャー - 「S」：D-4（筒内直接燃料噴射装置） - ガソリン車、ハイブリッド車、兼用エンジン - 圧縮比：11 - 出力・トルク - 182kW(244hp)/6,000rpm・380N⋅m/1,800～4,000rpm - 搭載車種 - ハイランダー/クラウンクルーガー（中国仕様）（SXUA75） - レクサス NX 300（中国仕様）（SALA15） |

### T24A型
- 名称：Dynamic Force Engine 2.4
- 種類：直列4気筒,DOHC,16バルブ
- 排気量：2,393cc
- 内径×行程：87.5mm×99.5mm

#### T24A-FTS
| - 「F」：高効率型ツインカムエンジン - 「T」：ターボチャージャー - 「S」：D-4（筒内直接燃料噴射装置） - ガソリン車、ハイブリッド車、兼用ターボエンジン - 圧縮比：11.0 - 主要燃費向上策 - VVT-iW，D-4ST - 最高出力・最大トルク - 205kW(279PS)/6,000rpm・430N·m(43.8kgm)/1,700-3,600rpm - 202kW(275PS)/6,000rpm・460N·m(46.9kgm)/2,000-3,600rpm | - 搭載車種 - クラウン （TZSH35） - レクサス・NX （TAZA25） - ヴェルファイア（TAHA4#W） - レクサス・RX（TALA1#/TALH17） - レクサス・LM（TAWH15W） - グランドハイランダー - レクサス・TX（TAUA10/TAUA15/TAUH15） |

### A25A型
- 名称：Dynamic Force Engine 2.5
- 種類：直列4気筒,DOHC,16バルブ
- 排気量：2,487cc
- 内径×行程：87.5mm×103.4mm

| - 「F」：高効率型ツインカムエンジン - 「K」：コンベンショナル用 高膨張比サイクル仕様 - 「S」：D-4（筒内直接燃料噴射装置） - ガソリン車専用エンジン - 圧縮比：13 - 主要燃費向上策 - VVT-i，ミラーサイクル，D-4S - 最高出力・最大トルク - 151kW(203PS)/6,600rpm・250N·m(25.5kgf·m)/4,800rpm - 搭載車種 - カムリ（北米向けのみ） - RAV4（5代目）（北米向けのみ） - レクサス・NX （2代目） | - 「F」：高効率型ツインカムエンジン - 「X」：ハイブリッド用 高膨張比サイクル仕様 - 「S」：D-4（筒内直接燃料噴射装置） - ハイブリッド車専用エンジン - 圧縮比：14 - 主要燃費向上策 - VVT-i，ミラーサイクル，D-4S - 最高出力・最大トルク - 130kW(177PS)/5,700rpm・220N·m(22.5kgf·m)/3,600-5,200rpm - 135kW(183PS)/6,000rpm・221N·m(22.5kgf·m)/3,800-5,400rpm - 搭載車種 - カムリ（AXVH70） - 横置き - ダイハツ・アルティス（AXVH70N） - 横置き - RAV4（AXAH5#） - 横置き - 光岡・バディ - 横置き - RAV4 PHV（AXAP54） - 横置き - スズキ・アクロス - 横置き - ハリアー（AXUH8#） - 横置き - クラウン（AZSH2#） - 縦置き - レクサス・ES（AZXH10） - 横置き - レクサス・NX （2代目） - アルファード・ヴェルファイア（AAHH4#W） - 横置き - グランドハイランダー |

| - 「F」：高効率型ツインカムエンジン - 「K」：コンベンショナル用 高膨張比サイクル仕様 - 「B」：エタノールエンジン - E85エタノール燃料対応エンジン - 圧縮比：不明 - 出力・トルク - 154kW(207hp)/6,600rpm・250N⋅m/5,000rpm - 搭載車種 - カムリ (タイ仕様)（AXVA70） | - 「F」：高効率型ツインカムエンジン - 「X」：ハイブリッド用 高膨張比サイクル仕様 - 「S」：D-4（筒内直接燃料噴射装置） - ハイブリッド車専用エンジン - 圧縮比：14 - 出力・トルク - 131kW(176hp)/5,700rpm・221N⋅m/3,600～5,200rpm - 141kW(189hp)/6,000rpm・243N⋅m/4,300～4,500rpm - 136kW(182hp)/6,000rpm・228N⋅m/3,600～3,700rpm - 搭載車種 - レクサス ES 300h（中国仕様）（AXZH10） - レクサス NX 350h/400h+（中国仕様）（AAZH10/AXZH11） |

### F33A型
- 名称：Dynamic Force Engine 3.3
- 種類：V型6気筒,DOHC,24バルブ
- 排気量：3345cc
- 内径×行程：86.0mm ×96.0mm

#### F33A-FTV
| - 「F」：高効率型ツインカムエンジン - 「T」：2ウェイツインターボチャージャー - 「V」：コモンレール式燃料噴射装置搭載 - ディーゼルエンジン - 圧縮比：15.4 - 最高出力・最大トルク - 227kW(309PS)/4,000rpm・700N·m(71.4kgf·m)/1,600-2,600rpm | - 搭載車種 - ランドクルーザー（FJA300W） |

### V35A型
- 名称：Dynamic Force Engine 3.5
- 種類：V型6気筒,DOHC,24バルブ
- 排気量：3,444cc
- 内径×行程：85.5mm×100.0mm

#### V35A-FTS
| - 「F」：高効率型ツインカムエンジン - 「T」：ツインターボチャージャー - 「S」：D-4（筒内直接燃料噴射装置） - ガソリン車、ハイブリッド車、兼用エンジン - 圧縮比：10.5 - 主要燃費向上策 - VVT-i，D-4S - 最高出力・最大トルク - 310kW(422PS)/6,000rpm・600N·m(61.2kgf·m)/1,600-4,800rpm | - 搭載車種 - レクサス・LS（VXFA50/55） - ランドクルーザー（VJA300W） - タンドラ（XKA70/71/72/75/76/77） - レクサス・LX（VJA310W） - LMP3 (FIA 世界耐久選手権、ヨーロピアン・ル・マン・シリーズ等) |